# Joyce Carey
Joyce Carey, ursprungligen Joyce Lilian Lawrence, född 30 mars 1898 i Kensington, London, England, död 28 februari 1993 i Westminster, London, England, var en brittisk skådespelare, främst känd för filmroller och teaterroller för regissören Noël Coward. Hon filmdebuterade och scendebuterade 1918 och verkade som skådespelare långt in på 1980-talet.

## Filmografi, urval
- 1942 – Havet är vårt öde
- 1945 – Kort möte
- 1945 – Min fru går igen
- 1947 – Oktobermannen
- 1948 – Kanske ett brott
- 1951 – Svarta skuggor
- 1953 – Gathörnet
- 1959 – Misstänkt
- 1961 – Bobby Trofast
- 1961 – Den nakna eggen
- 1974 – Den svarta väderkvarnen